# Reprezentacja Indonezji w piłce nożnej mężczyzn
Reprezentacja Indonezji w piłce nożnej

## Historia
Swoje starty rozpoczęła w 1930, piętnaście lat przed uzyskaniem niepodległości przez kraj, jako reprezentacja Indii Holenderskich. W tym okresie zaliczyła swój jak do tej pory jedyny występ w Mistrzostwach Świata. Było to w 1938 roku. Indie Holenderskie o awans miały rywalizować z Japonią, jednak z powodu wycofania się jej z eliminacji mogły wziąć udział w Mistrzostwach bez rozgrywania jakiegokolwiek meczu. Stały się w ten sposób pierwszym zespołem z Azji i jedyną kolonią w historii, która zagrała na MŚ.
Na samym turnieju drużyna przegrała 0:6 z Węgrami i pożegnała się z turniejem (Mistrzostwa były wtedy rozgrywane systemem pucharowym, przegrana oznaczała odpadnięcie). Od tamtej pory Indonezja nie zagrała na Mistrzostwach Świata.
W Pucharze Azji reprezentacja uczestniczyła trzykrotnie, ale ani razu nie przeszła przez fazę grupową.
W 2007 roku wspólnie z Malezją, Tajlandią i Wietnamem, Indonezja była gospodarzem tej imprezy.

## Udział wMistrzostwach Świata
- 1930–1934 – Nie brała udziału
- 1938 – 1/8 finału (jako Indie Holenderskie)
- 1950 – Wycofała się z udziału
- 1954 – Nie brała udziału
- 1958 – Wycofała się w trakcie kwalifikacji
- 1962 – Wycofała się z udziału
- 1966–1970 – Nie brała udziału
- 1974–2014 – Nie zakwalifikowała się
- 2018 – Dyskwalifikacja[2]
- 2022 – Nie zakwalifikowała się

## Udział wPucharze Azji
- 1956–1964 – Nie brała udziału
- 1964–1992 – Nie zakwalifikowała się
- 1996 – Faza grupowa
- 2000 – Faza grupowa
- 2004 – Faza grupowa
- 2007 – Faza grupowa
- 2011 –2015 – Nie zakwalifikowała się
- 2019 – Dyskwalifikacja[2]
- 2023 – 1/8 finału